# Telecentru

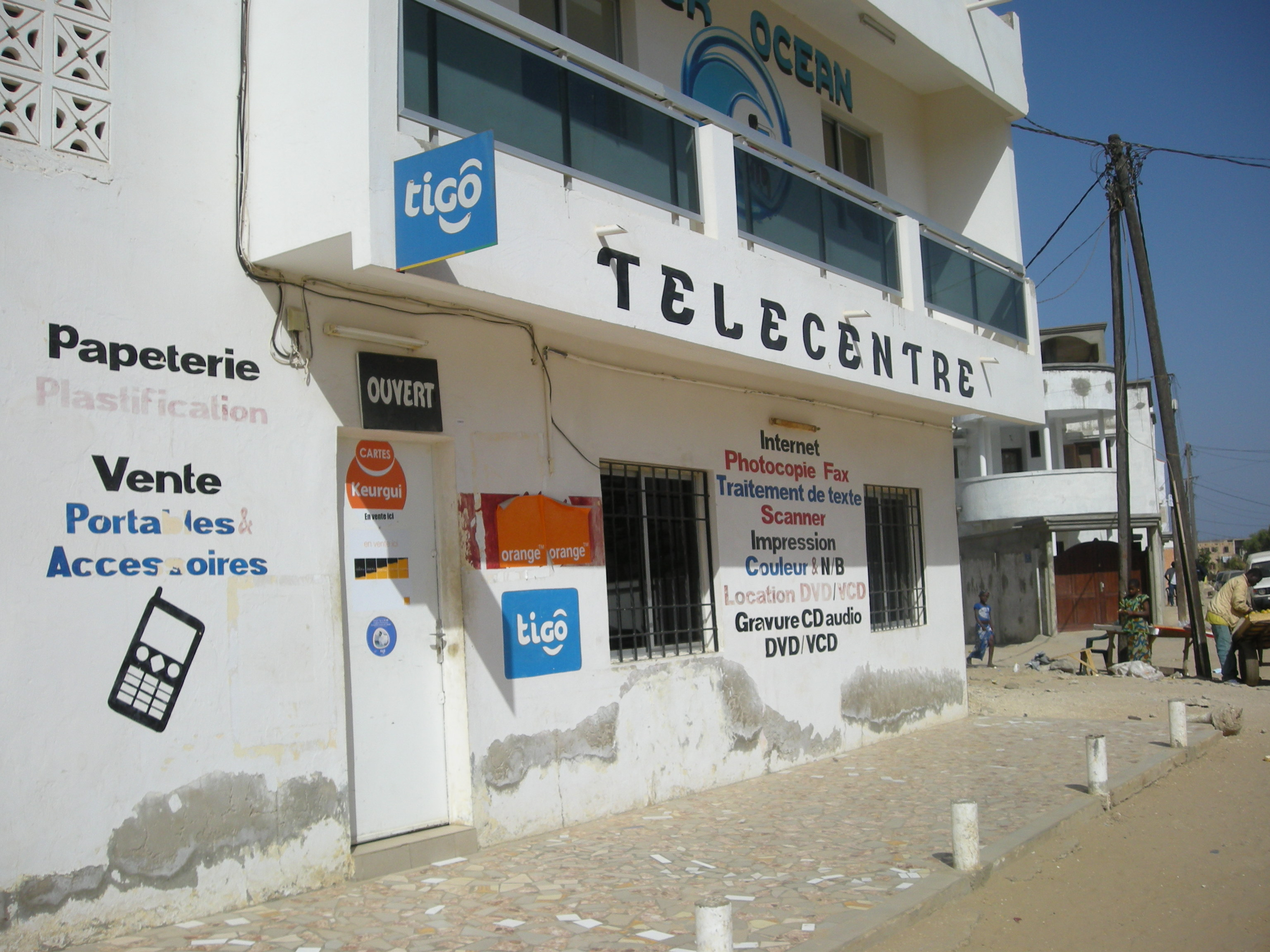
Telecentru în Senegal

Telecentrele sunt spații publice dotate cu cel puțin două aparate telefonice, două calculatoare conectate la Internet și un fax, în cadrul căruia utilizatorii pot iniția și primi apeluri telefonice locale, naționale și internaționale și utiliza poșta electronică.

## Telecentrele în România
În perioada 2004-2008, Autoritatea Națională pentru Reglementare în Comunicații și Tehnologia Informației (ANRCTI), devenită între timp ANCOM, a organizat licitații pentru instalarea de telecentre în 633 de localități din România, iar 350 de telecentre au fost deja deschise.
Până în mai 2006 au fost instalate 28 de telecentre.
În octombrie 2010, ANCOM a anunțat că vrea să renunțe la înființarea de telecentre, ca modalitate de introducere a serviciului universal, și se concentrează pe creșterea accesului populației, la nivel de gospodărie, la serviciile de comunicații.